# James Gist
James Clough Gist III (* 26. Oktober 1986 in Adana, Türkei) ist ein US-amerikanischer Basketballspieler.

## Karriere
James Gist spielte an der Good Counsel High School im US-Bundesstaat Maryland und zwischen 2004 und 2008 für die Hochschulmannschaft der University of Maryland. In 130 Spielen kam er auf Mittelwerte von 10,9 Punkten und 6 Rebounds je Begegnung. Er wurde in der NBA Draft 2008 an 57. Stelle von den San Antonio Spurs ausgewählt. Nach seinem Wechsel 2008 nach Italien spielte Gist in Folge für verschiedene europäische Vereine. 2011 hatte er seine erfolgreichste Saison, als er mit Partizan Belgrad neben der serbischen Meisterschaft und dem Vereinspokal auch die Adriatische Basketballliga gewann. Im Dezember 2012 wechselte Gist im Tausch mit Andy Panko von Málaga zu Panathinaikos Athen. Nach dem griechischen Pokalfinale 2015 wurde in einer Dopingprobe Gists ein verbotener Stoff festgestellt, er wurde für acht Monate gesperrt.
Im Dezember 2020 verpflichtet der FC Bayern München Gist zusammen mit D.J. Seeley. Gist bestritt 23 Bundesliga-Spiele für den FC Bayern, erzielte im Durchschnitt sechs Punkte je Begegnung und wurde mit der Mannschaft deutscher Vizemeister. Im September 2021 gab der französische Erstligist ASVEL Lyon-Villeurbanne Gists Verpflichtung bekannt.

## Nationalmannschaft
2007 nahm Gist mit der Nationalmannschaft der Vereinigten Staaten an der Panamerikanischen Spiele 2007 in Brasilien teil und belegte dort den fünften Platz.

## Erfolge
- Serbischer Meister: 2011
- Griechischer Meister: 2013, 2014, 2017, 2018, 2019
- Serbischer Pokalsieger: 2011
- Meister der Adriatischen Basketballliga: 2011
- Griechischer Pokalsieger: 2013, 2014, 2015, 2016, 2017, 2019
- Deutscher Pokalsieger: 2021

## Auszeichnungen
- MVP des serbischen Pokalendspiels: 2011
- Teilnahme an den Panamerikanischen Spielen: 2007
- Teilnahme am türkischen All-Star Game: 2012
- Teilnahme am griechischen All Star Game: 2013, 2014